# Сицова-Гута
Сицова-Гута (пол. Sycowa Huta) — село в Польщі, у гміні Косьцежина Косьцерського повіту Поморського воєводства.
Населення — 107 осіб (2011).
У 1975-1998 роках село належало до Гданського воєводства.

## Демографія
Демографічна структура станом на 31 березня 2011 року:
|          | Загалом | Допрацездатний вік | Працездатний вік | Постпрацездатний вік |
| -------- | ------- | ------------------ | ---------------- | -------------------- |
| Чоловіки | 55      | 11                 | 38               | 6                    |
| Жінки    | 52      | 12                 | 32               | 8                    |
| Разом    | 107     | 23                 | 70               | 14                   |